# Bahnstrecke Neu Isenburg–Neu Isenburg Stadt
| Abzweig der Strecke Neu Isenburg–Neu Isenburg Stadt (links) von der Main-Neckar-Bahn (Blick nach Süden) |                      |                               |                               |
| Streckennummer (DB): | 3652                 |                               |                               |
| Streckenlänge: | 2,6 km               |                               |                               |
| Spurweite: | 1435 mm (Normalspur) |                               |                               |
| |                      |                               |                               |
| \| \| \| von Frankfurt \| \| \| \| 0,0 \| Neu Isenburg \| Neu Isenburg \| \| \| \| nach Heidelberg \| \| \| \| 0,4 \| L3117 \| L3117 \| \| \| 1,1 \| Lenz Bau AG \| Lenz Bau AG \| \| \| 1,2 \| Siemensstraße \| Siemensstraße \| \| \| 1,4 \| Leder AG \| Leder AG \| \| \| \| \| \| \| \| 1,7 \| Deutsche Simca Vertriebs GmbH \| Deutsche Simca Vertriebs GmbH \| \| \| 1,7 \| Peter Fischer AG \| Peter Fischer AG \| \| \| 2,6 \| Neu Isenburg Stadt \| Neu Isenburg Stadt \| |                      |                               |                               |
| Strecke |                      | von Frankfurt                 | von Frankfurt                 |
| Bahnhof | 0,0                  | Neu Isenburg                  | Neu Isenburg                  |
| Abzweig ehemals geradeaus und nach rechts |                      | nach Heidelberg               | nach Heidelberg               |
| Strecke mit Straßenbrücke (Strecke außer Betrieb) | 0,4                  | L3117                         | L3117                         |
| Abzweig geradeaus und nach halbrechts (Strecke außer Betrieb) | 1,1                  | Lenz Bau AG                   | Lenz Bau AG                   |
| Bahnübergang (Strecke außer Betrieb) | 1,2                  | Siemensstraße                 | Siemensstraße                 |
| Abzweig geradeaus und nach halbrechts (Strecke außer Betrieb) | 1,4                  | Leder AG                      | Leder AG                      |
| Strecke (außer Betrieb) |                      |                               |                               |
| Abzweig geradeaus und von halbrechts (Strecke außer Betrieb) | 1,7                  | Deutsche Simca Vertriebs GmbH | Deutsche Simca Vertriebs GmbH |
| Abzweig geradeaus und nach halbrechts (Strecke außer Betrieb) | 1,7                  | Peter Fischer AG              | Peter Fischer AG              |
| Betriebs-/Güterbahnhof Streckenende (Strecke außer Betrieb) | 2,6                  | Neu Isenburg Stadt            | Neu Isenburg Stadt            |

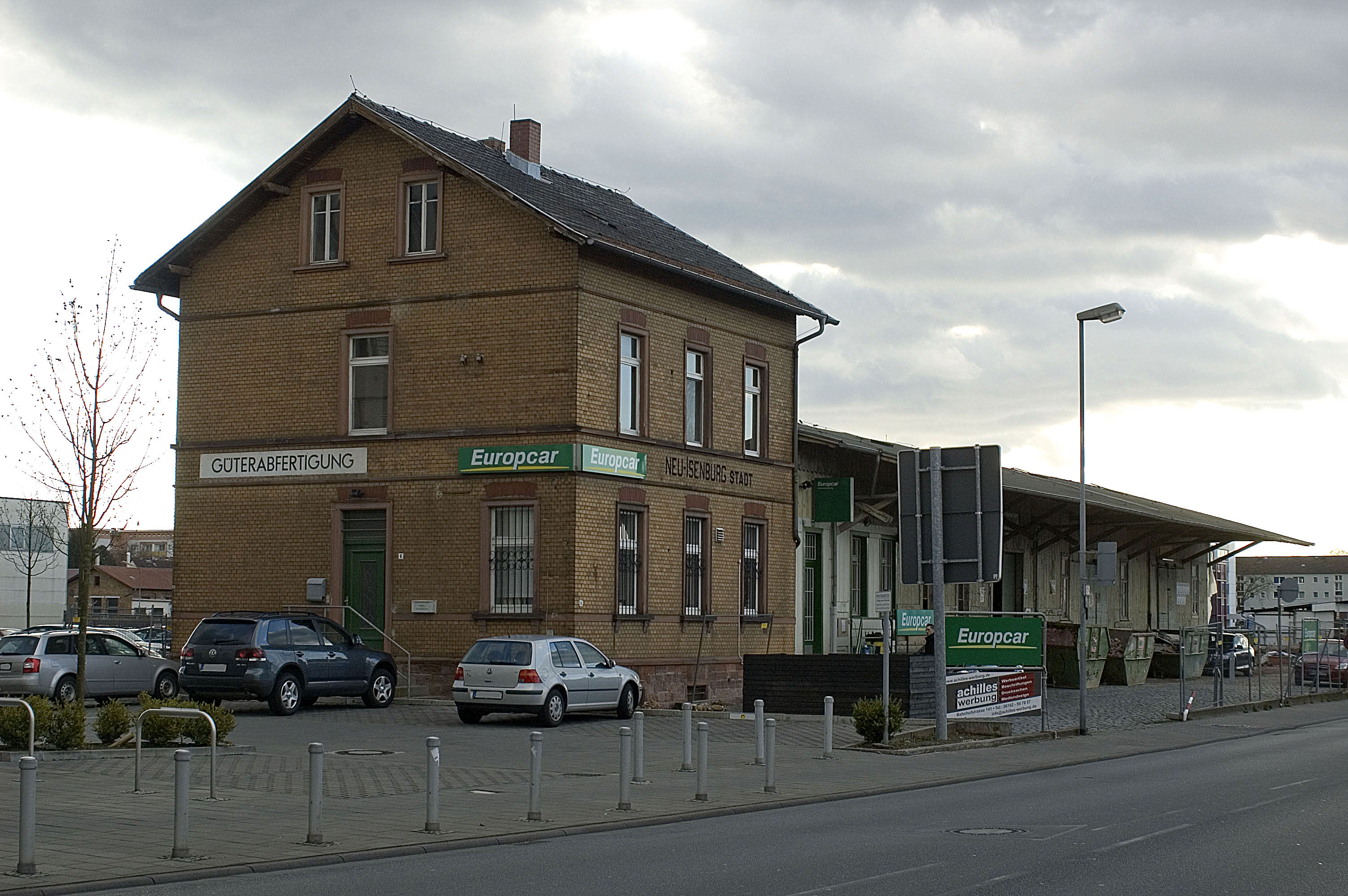
Güterabfertigung Neu Isenburg Stadt

Die Bahnstrecke Neu Isenburg–Neu Isenburg Stadt verband die Stadt Neu-Isenburg mit der Bahnstrecke Frankfurt am Main–Heidelberg. Sie wurde ausschließlich im Güterverkehr betrieben.

## Geografische Lage
Die 1846 eröffnete Bahnstrecke Frankfurt am Main–Heidelberg, auch: „Main-Neckar-Eisenbahn“, wurde geradlinig von Frankfurt nach Langen trassiert und führt so mehr als zwei Kilometer westlich an Neu-Isenburg vorbei.

## Geschichte
Neu-Isenburg hatte deshalb 1846 gar keinen Bahnhof erhalten. Erst 1852 wurde der Bahnhof Neu Isenburg (damals: Isenburg) nachträglich eingerichtet. Um die Bahn näher an das Stadtzentrum von Neu-Isenburg heranzuführen, wurde deshalb zum 1. April 1903 die 2,6 Kilometer lange Stichstrecke Isenburg–Neu Isenburg (später: Neu Isenburg Stadt) in Betrieb genommen. Sie war eingleisig und normalspurig. Der Endbahnhof Neu Isenburg war ein reiner Güterbahnhof. Ein Empfangsgebäude hatte der Bahnhof deshalb nie, wohl aber ein Verwaltungsgebäude für die Güterabfertigung. Er bestand aus einer Gleisharfe mit sechs Gleisen. Im südlichsten der Gleise waren zwei manuell betriebene Drehscheiben eingebaut, über die Anschlussgleise erreichbar waren. Zum 1. Oktober 1907 wurde die Strecke zusammen mit dem Bahnhof (Neu-)Isenburg aus der Zuständigkeit der Eisenbahndirektion Mainz an die Direktion Frankfurt abgegeben.
Vermutlich Anfang der 1930er Jahre wurde an der Ecke Hugenottenalle und Carl-Ulrich-Straße das mechanische Stellwerk "Rs" errichtet. Es ist als Baudenkmal bis heute erhalten.
Im Jahr 1983 gab es am Güterbahnhof Neu-Isenburg die Gleise 101 bis 105 sowie die Gleise 111 und 112 als Zustell- und Abholgleise der Bundesmonopolverwaltung für Branntwein. Nach einigen Umbauten in den 1980er und 90er-Jahren wurde 1996 der letzte Gleisplan vor der Stilllegung veröffentlicht. Zum 15. Dezember 2003 wurde der Verkehr eingestellt, Ende 2006 die Stichstrecke stillgelegt, die Gleise in der Folgezeit zum Teil entfernt.

## Zukunft
Die Trasse der ehemaligen Strecke Neu Isenburg–Neu Isenburg Stadt ist als ein Abschnitt des südöstlichen Streckenendes der Regionaltangente West (RTW) in Aussicht genommen, wodurch hier erstmals Personenverkehr stattfände. Der Bauabschnitt ist 2022 in der Entwurfsplanung.

## Wissenswert
Der Personenverkehr von und nach Neu-Isenburg erfolgte auch nach Eröffnung der Strecke weiter, sofern Reisende nicht den mehr als zwei Kilometer entfernten Bahnhof Isenburg nutzen wollten, mit der Frankfurter Waldbahn, die ortsnah vom nördlichen Stadtrand nach Frankfurt verkehrte.